# Bisbyopeltis phoebes
Bisbyopeltis phoebes är en svampart som beskrevs av Bat. & A.F. Vital 1957. Bisbyopeltis phoebes ingår i släktet Bisbyopeltis och familjen Coccodiniaceae.   Inga underarter finns listade i Catalogue of Life.